# Siglas poveiras

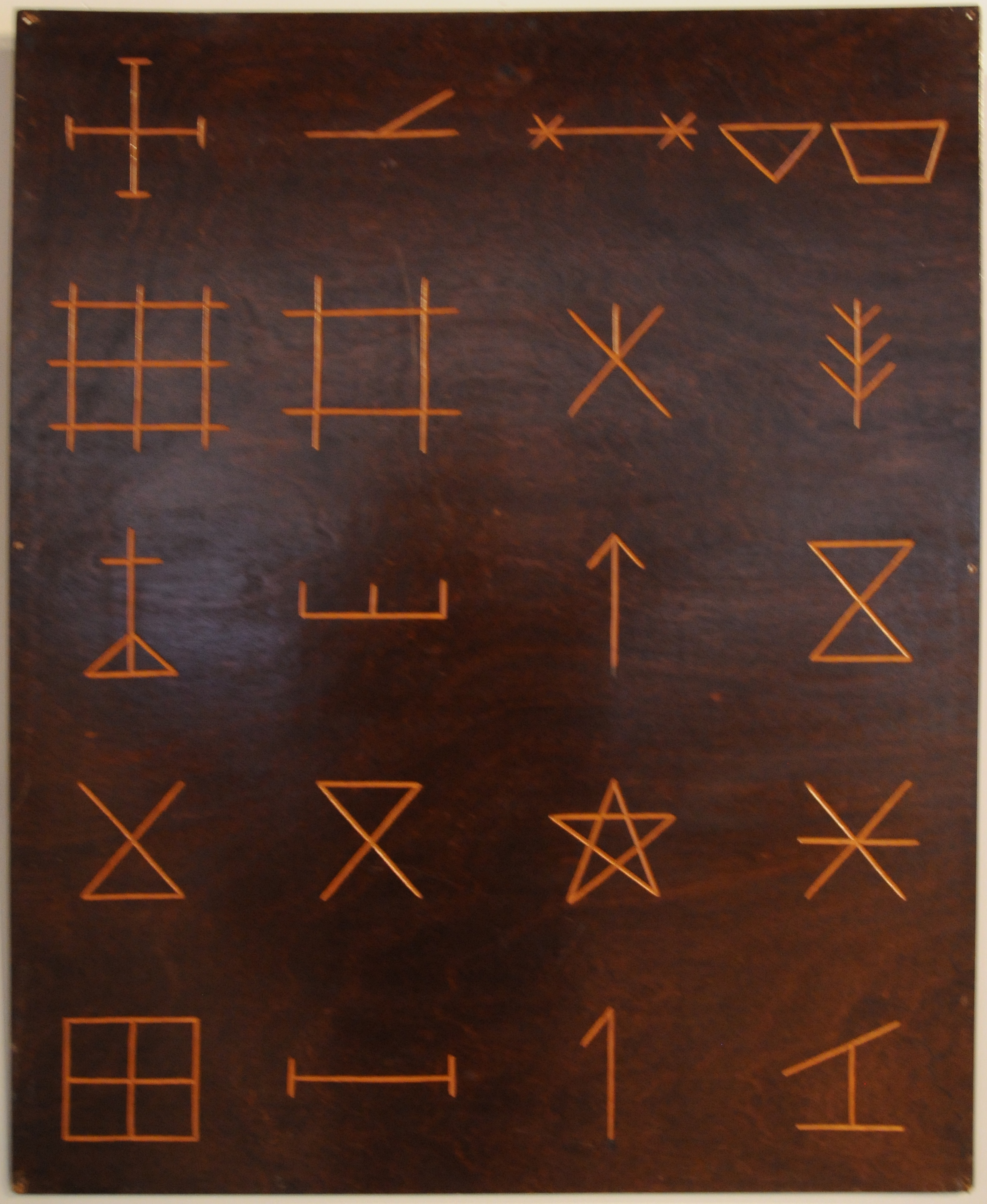
Symboles de base des siglas poveiras au.

Les siglas poveiras constituent un système de proto-écriture utilisé par la communauté locale de Póvoa de Varzim, au Portugal.

## Types
Octávio Lixa Filgueiras (pt) a soutenu qu'il existe deux types de symboles, distingués par leur utilisation : les marcas et les siglas. Les marcas étaient principalement utilisées pour désigner la propriété et étaient donc plus courantes. Les siglas, par contre, étaient employés à des fins magiques et religieuses.

## Marques familiales

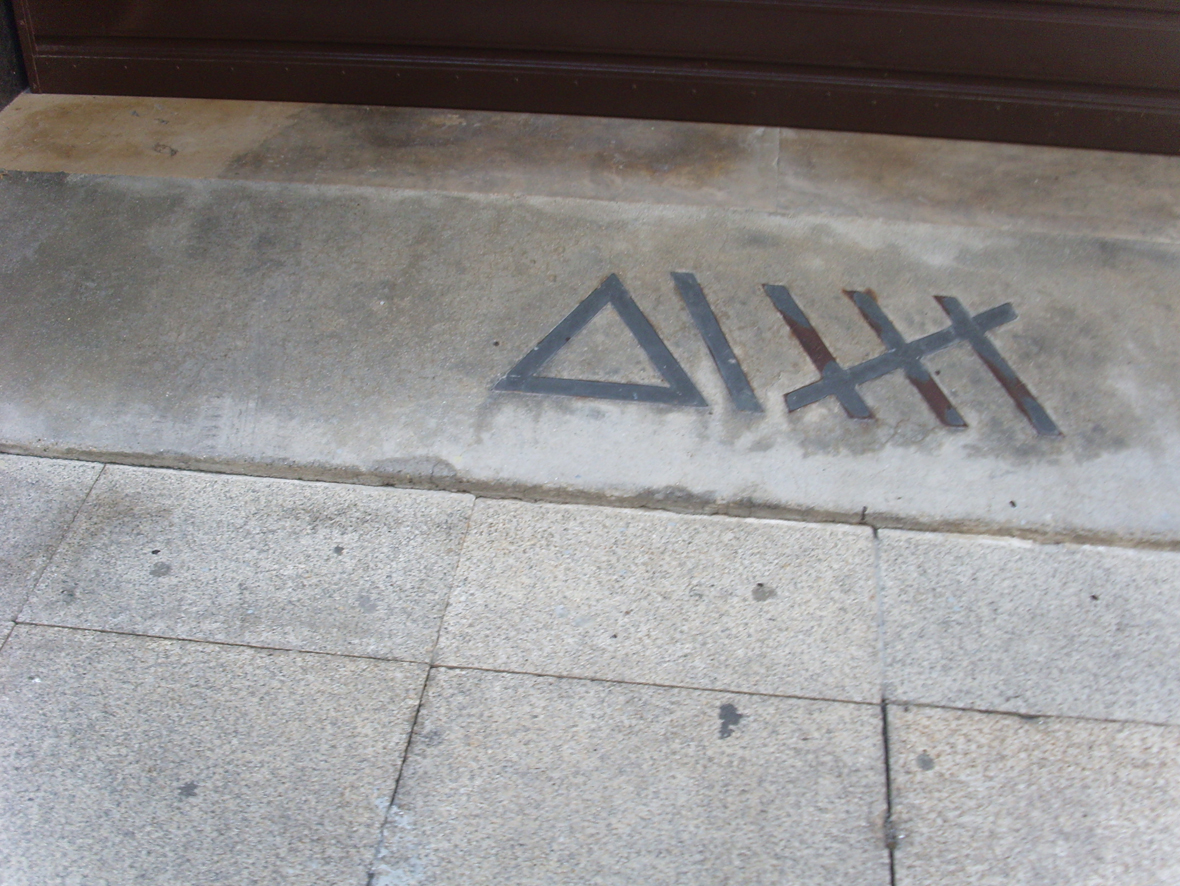
Marque familiale décrivant la propriété d'un garage privé dans la Rua Cândido Landolt dans le centre-ville de Póvoa.

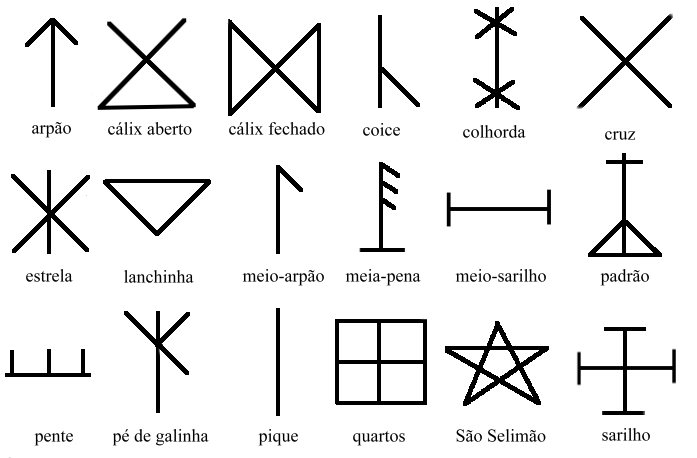
Symboles Poveiras qui servent de base aux symboles les plus utilisés.

Les siglas poveiras sont utilisés comme armoiries familiales depuis des temps immémoriaux par la communauté de Póvoa de Varzim. Ces symboles étaient utilisés pour marquer distinctement les effets personnels et le matériel de pêche. Il sert ainsi de forme d'enregistrement de propriété. La marca-brasão (« marque-blason ») d'une famille était bien connue dans toute la communauté de Póvoa de Varzim. Les enfants étaient identifiés au sein de leur famille par le nombre de piques incorporées dans leurs marques.
L'utilité de ce système est évidente dans son utilisation par les marchands dans leurs carnets de crédit. Les siglas y étaient lus un peu comme nous lisons aujourd'hui les noms écrits dans l'alphabet latin. Les valeurs monétaires étaient représentées par des anneaux, qui étaient ajoutés après la marque d'un individu.
Cela dit, c'est sur les tombes que les siglas poveiras ont acquis une signification profondément personnelle. Il est devenu une pratique fréquente et acceptée de faire graver sa marque sur sa pierre tombale.
D'après le comte de Vilas Boas, ancien responsable du port de Leixões, un individu aurait volé une boussole à Póvoa de Varzim et aurait tenté de la vendre à Matosinhos. Ignorant que les « dessins » inscrits dessus indiquaient le nom du propriétaire, le voleur s'est approché d'une femme de Póvoa de Varzim, qui a immédiatement reconnu la marque. Elle a alerté d'autres pêcheurs, qui ont également identifié la marque, ce qui a conduit à l'arrestation du voleur et à sa soumission à l'autorité portuaire.

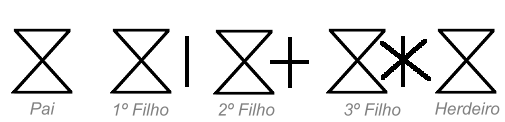
Exemple de siglas poveiras héréditaires dans une famille de quatre enfants - La position des piques varie dans chaque famille.

### Divisas
Le poisson capturé dans le filet d'un bateau appartenait à son propriétaire, quelle que soit sa position au sein des castes Lanchão ou Sardinheiro. Les poissons étaient marqués avec le sigla puis livrés au propriétaire du filet de pêche. Ces marques de poisson consistent généralement en des coups effectués sous la forme d'un sigla dans différentes parties du poisson.
L'équipage de chaque bateau disposait également d'un sigla, qui était utilisé par tous les membres de l'équipage. Si un ouvrier changeait de bateau, il devait adopter le sigle du nouveau bateau. Ces marques de bateaux étaient connues sous le nom de divisas.
Les divisas sont de véritables « armoiries » destinées à la reconnaissance du bateau. Curieusement, toutefois, elles étaient différentes de la marque du propriétaire du bateau. Il est important de noter que tous les biens de Poveiro étaient marqués du sigle personnel du propriétaire, à l'exception du bateau. Cela suggère que les bateaux étaient principalement sujets à des invocations magico-religieuses, adoptant souvent un saint protecteur, acquérant ainsi un caractère mythique et étant entourés de symboles protecteurs.
| A. Santos Graça, Epopeia dos Humildes, pag. 146 Cinquième jour après, entrée dans la barre de Póvoa, une lancha encarnada que, pelas suas divisas, sarilho, peixe e panal à proa, panal et quatre piques en croix à ré, se reconnaît être une prêteuse lancha Santa Philomena. Vinha enfin, descansar de tanta luta et fadiga na acolhedora praia da terra-mãe | Traduction française Cinq jours plus tard, entra dans le banc de sable de Póvoa une embarcation rougeâtre qui, par ses divisas, sarilho, peixe et panal à la proue, panal et quatre piqcas en croix à la poupe, fut reconnue comme étant la légendaire embarcation de Sainte Philomène. Finalement, elle retourna se reposer, après beaucoup de combats et de fatigue, sur la plage douillette de sa patrie. |

## Origines
Les siglas ont été étudiés pour la première fois par António de Santos Graça dans son livre Epopeia dos Humildes. Publié en 1952, le livre présente des centaines de siglas et explore l'histoire et la tragédie maritime de Póvoa. D'autres œuvres de lui incluent O Poveiro (1932), A Crença do Poveiro nas Almas Penadas (1933) et Inscrições Tumulares por Siglas (1942).
Bien qu'il existe différentes opinions concernant leur origine, il est généralement admis que les siglas, également connus sous le nom de marcas, sont d'origine scandinave. Sur la base de nombreuses similitudes initialement trouvées au Nationalmuseet de Copenhague, Octávio Lixa Filgueiras (pt) a identifié plusieurs objets marqués de marques de maison (pt) provenant de Fionie au Danemark. D'autres études ont révélé que le système complexe de marquage héréditaire de Póvoa de Varzim était également présent en Fionie. Compte tenu de la distance géographique, des incursions historiques des Vikings le long de la côte portugaise et des rituels païens pratiqués par les habitants de cette région de pêche particulière, on pense qu'il existe une ascendance nordique partielle et un héritage culturel.

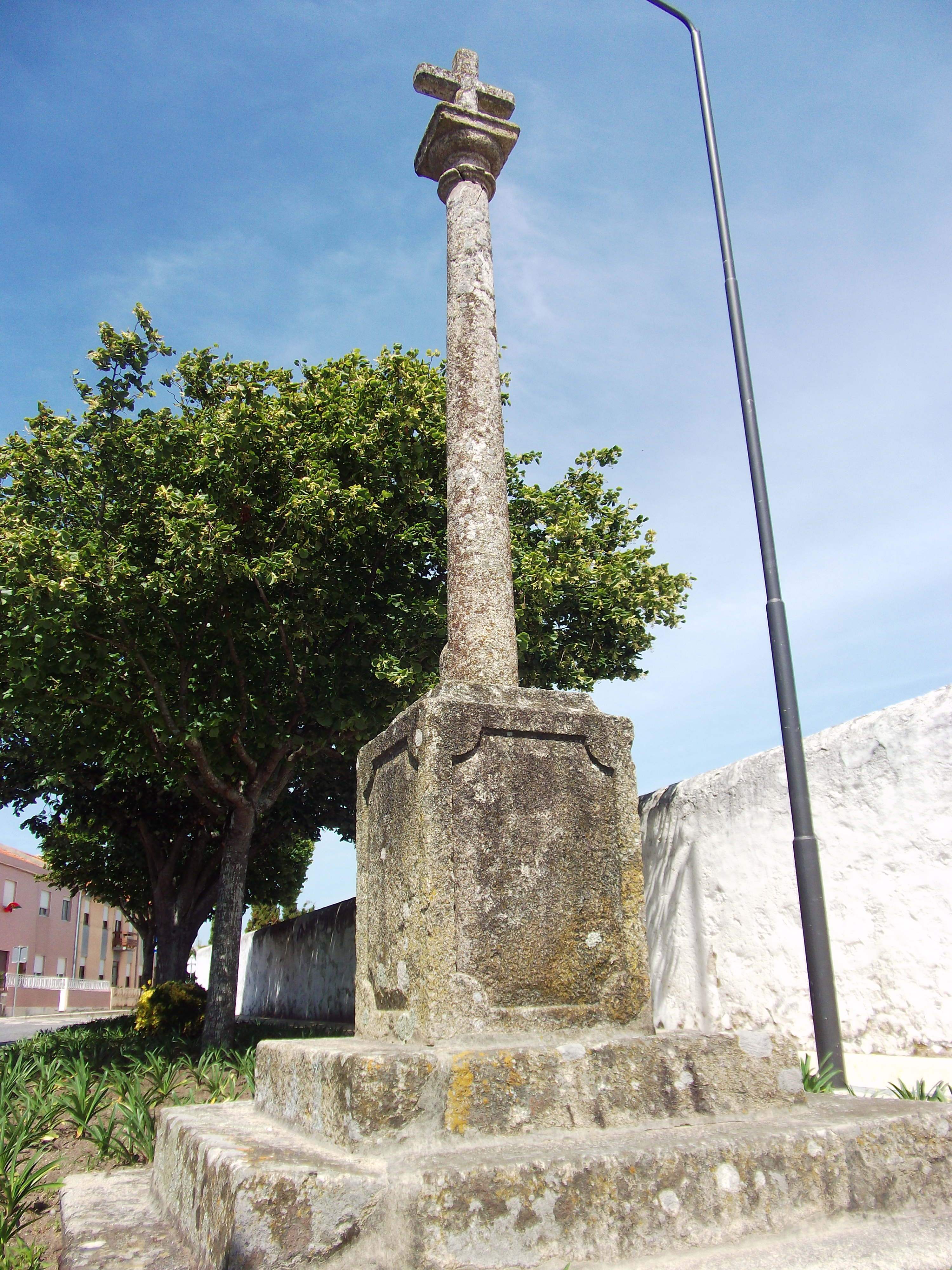
Selon Santos Graça, le Cruzeiro du Cimetière de Póvoa de Varzim (une croix dans une colonne de pierre) était à l'origine de la sigla poveira connue sous le nom de Padrão (étendard).

Selon Santos Graça, les siglas ont été inspirés par les objets quotidiens des habitants de Póvoa de Varzim :
 lanchinha — Bateau Poveiro (port)
 lanchinha — Bateau Poveiro (nez)
 mastro e verga — Barco Poveiro avec voile hissée
 coice — Barco Poveiro (une zone où les femmes ont fait pression pour Ala-Arriba (pt))
 padrão — Cruzeiro du Cimetière de Póvoa de Varzim
 grades de dois e três piques — Grilles (Objet agricole utilisé pour le lissage des champs agricoles après la récolte à Giesteira (pt), Póvoa de Varzim)
 sarilho et meio sarilho — Sarilho (objet utilisé par les femmes pour fabriquer des écheveaux de laine ou de chanvre à Póvoa de Varzim)

## Utilisation actuelle de Siglas

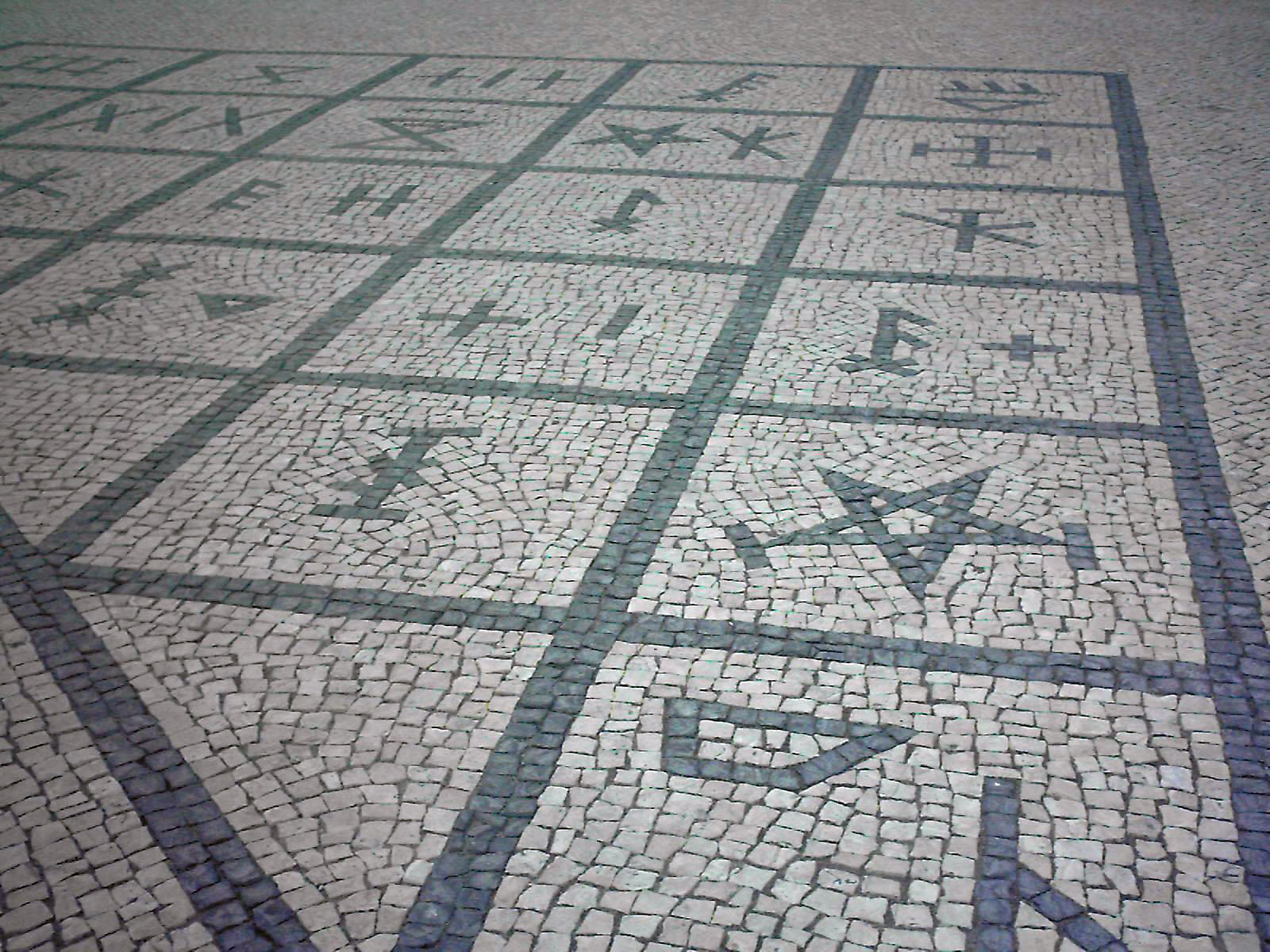
Pavé traditionnel portugais dans le centre-ville de Póvoa de Varzim avec des marques familiales.

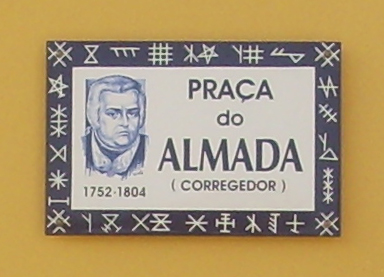
Plaque de rue du centre-ville de Póvoa de Varzim avec les marques de la famille Povoan.